# Ferrari Daytona

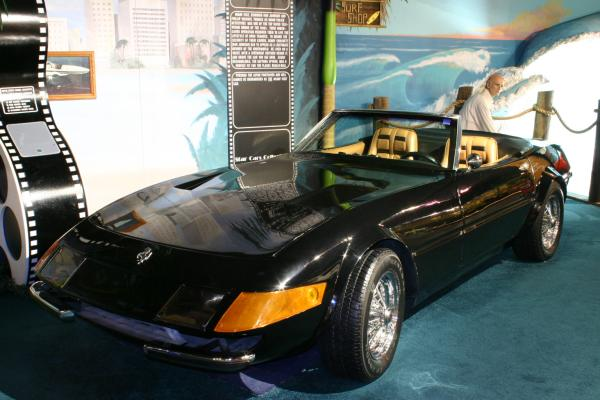
Replika Ferrari Daytona Spider, wykorzystana w serialu Policjanci z Miami

Ferrari 365 GTB/4 Daytona – samochód produkowany przez włoską firmę Ferrari, zaprezentowany w 1968 na Salonie Paryskim. Prawdziwa nazwa to 365 GTB/4, jednak wcześniej zapowiadana Daytona przyjęła się bardziej.

## Dane techniczne
Ogólne:
- Lata produkcji: 1968–1974[1]
- Liczba wyprodukowanych egzemplarzy: ok. 1400
- Projekt: Pininfarina

Wymiary:
- Długość: 4420 mm
- Szerokość: 1760 mm
- Wysokość: 1240 mm
- Rozstaw osi: 2400 mm
- Rozstaw kół przednich: 1440 mm
- Rozstaw kół tylnych: 1420 mm
- Masa własna: 1600 kg

Opony:
- Przód: Michelin XWV 215-70-15
- Tył: Michelin XWV 215-70-15

Osiągi:
- Prędkość maksymalna: 280 km/h[1]
- Moc maksymalna: 352 KM[1]
- 0-100 km/h: oficjalnie 5,4s

Napęd:
- Typ silnika: V12[1]
- Pojemność: 4375 cm³ (4,4 l)[1]
- Średnica cylindra x skok tłoka: 79x69 mm[1]
- Rozrząd: DOHC, 4V
- Stopień sprężania: 8,8:1
- Napęd: tylna oś[1]